# 鄆州
鄆州（うんしゅう）は、中国にかつて存在した州。隋代から宋代にかけて、現在の山東省西部に設置された。

## 隋代
590年（開皇10年）、隋により済州・兗州・曹州の一部が分離されて鄆州が設置された。607年（大業3年）、郡制施行に伴い鄆州は東平郡と改称され、下部に6県を管轄した。隋代の行政区分に関しては下表を参照。
| 隋代の行政区画変遷 | 隋代の行政区画変遷 | 隋代の行政区画変遷 | 隋代の行政区画変遷 | 隋代の行政区画変遷 | 隋代の行政区画変遷                        |
| 区分               | 開皇元年           | 開皇元年           | 開皇元年           | 区分               | 大業3年                                   |
| ------------------ | ------------------ | ------------------ | ------------------ | ------------------ | ----------------------------------------- |
| 州                 | 済州               | 曹州               | 兗州               | 郡                 | 東平郡                                    |
| 郡                 | 東平郡             | 濮陽郡             | 東平郡             | 県                 | 鄆城県 鄄城県 宿城県 須昌県 雷沢県 鉅野県 |
| 県                 | 清沢県             | 鄄城県 廩丘県      | 須昌県             | 県                 | 鄆城県 鄄城県 宿城県 須昌県 雷沢県 鉅野県 |

## 唐代以降
621年（武徳4年）、唐が徐円朗を平定すると、東平郡は鄆州と改められた。742年（天宝元年）、鄆州は東平郡と改称された。758年（乾元元年）、東平郡は鄆州と改称された。鄆州は河南道に属し、鄆城・須昌・鉅野・寿張・盧・平陰・東阿・陽穀・中都の10県を管轄した。
1119年（宣和元年）、北宋により鄆州は東平府に昇格した。